# 자기권미부관측위성 지오테일
지오테일(영어: Geotail) 또는 자기권 미부 관측위성(일본어: 磁気圏尾部観測衛星)은 지구의 자기권을 관측하는 인공위성이다. 지오테일은 일본의 우주과학연구소가 미국 항공우주국과 공동으로 개발한 위성으로, 1992년 7월 24일 델타 II 로켓에 실려 발사되었다.

## 개요
지오테일은 국제 태양-지구 물리학 과학 계획에 속한 탐사선 중 하나로서, 이 계획에 속하였던 다른 탐사 위성들과 협력하여 지구 자기권의 꼬리 부분의 구조와 움직임을 관찰하는 것이 임무 목표이다. 지오테일의 영어 이름(Geo-Tail, 지구(Geo)의 꼬리(Tail)) 및 일본어 이름(자기권 미부 관측위성("미부"는 꼬리를 뜻함))에도 이 임무 목표가 드러나 있다.
지오테일의 궤도는 지구 반지름의 8~210배에 달하는, 자기권을 폭 넓은 범위에서 관측할 수 있는 궤도를 돌았고, 위성에서 보내오는 데이터는 우수다 우주공간 관측소 및 심우주 통신망을 통해 수신하며, 이 데이터는 데이터베이스화되어 관계된 기관에 전달되고 있다.
지오테일의 수명은 당초 3년으로 예정되었지만, 현재까지 계속 작동되고 있다.
지오테일은 JAXA에서 지구관측 위성으로 분류되고는 있지만, 매우 높은 궤도를 돌고 있어 운용할 때는 행성 탐사선과 동일하게 취급한다. 또한, 2010년 기준으로 아카츠키, IKAROS와 같이 사가미하라 심우주 비행 관제소에서 운영을 맡고 있다.

## 궤도
지오테일은 관측을 위해 달 스윙바이를 통해 궤도를 변경해왔으며, 이 스윙바이 시에 필요한 데이터는 히텐을 통해 수집되었다.
발사 후 초기 2년간은 자기 꼬리의 먼 지역을 관측하기로 예정되어 있었기 때문에 두 번의 달 스윙바이를 거쳐 원지점의 거리가 지구 반지름의 80~200배가량인 궤도로 진입했고, (지구의 자기 꼬리는 태양과 반대편으로 뻗기 때문에) 원지점을 항상 밤 쪽에 두기 위하여 달 스윙바이를 사용하였다. 이러한 운용 방법은 1995년부터 약 2년간 14회 사용했다. 1994년 11월 중반 원지점이 지구 반지름의 약 50배 정도로 조정되고, 1995년 2월에는 지구 근처로 다가오는 준-폭풍을 관측하기 위해 반지름의 30배 정도로 떨어트렸다. 근지점은 반지름의 10배가량, 궤도 경사각은 -7°정도로 하여 동지점에 가까워지도록 하였다.
그 후는 궤도 원지점을 20~30만 km씩 떨어트리며 달 전이 궤도에서 관측을 계속 이어왔다. 현재는 궤도나 자세 제어에 사용할 연료가 부족하기 때문에 이러한 운용은 불가능하여 달의 섭동 현상에 따라 여러 궤도를 오가고 있지만, 이 덕에 의외의 성과를 건지기도 한다.

## 장비
지오테일은 자기장 실험장치, 전기장 실험장치, 플라스마 관련 장비 2개, 고에너지 입자 관련 장비 2개, 플라스마파 장비의 총 5종류의 과학 장비들을 싣고 있었다.

## 과학적 발견
지오테일의 자료를 통해서 오로라가 왜 급격하게 밝아지는지를 설명하기 위해 필요한, 오로라를 형성하는 전자들의 원천인 플라스마 시트에 관한 중요한 몇 가지 단서를 찾아냈다. 또한 다른 위성들과의 협력을 통해 자기장의 재연결, 폭발적인 에너지 방출 현상에 관해 많은 새로운 사실들을 알아냈다.
또한 지오테일의 데이터를 이용해 빛다발 이동 현상이 주변의 물질들보다 더 빨리 자기권을 통과한다는 것을 보이는 데 사용되었다. 자기권덮개에서는 주변의 물질들보다 빠르기도, 느리기도 하였다.

## 같이 보기
- 국제 태양-지구 물리학 과학 계획